# Acquittement en droit français
Pour les articles homonymes, voir Acquittement.
On nomme acquittement une décision de justice, à l'issue d'un procès criminel, prononçant la mise hors de cause de l'accusé par rapport aux faits qui lui étaient reprochés et qui motivaient le procès devant la cour d'assises. L'acquittement est une décision contraire à l'ordonnance ou à l'arrêt de renvoi. Un acquittement peut faire l'objet d'un appel.
À la cour d'assises, composée de trois magistrats professionnels dont un président, et de six jurés (ou neuf lorsque la cour siège à la suite d'un appel), seuls les « oui » à la question « X est-il coupable d'avoir… à… le… ? » sont comptés. Ainsi, l'accusé est déclaré coupable si au moins deux tiers des votants (soit donc six en première instance ou huit en appel) ont répondu « oui ».
Une telle répartition des voix en faveur de l'acquittement — 6 « oui » à la culpabilité sur 9 ou 8 « oui » à la culpabilité sur 12 en cas d'appel (voir le tableau de la circulaire du 15 décembre 2011 du code de procédure pénale français) — est voulue par le législateur qui préfère prendre le risque d'acquitter des coupables que celui de condamner des innocents.
Pour les délits jugés par le tribunal correctionnel, on parle de relaxe.
Le terme d'acquittement est également en vigueur pour les décisions prononcées à l'issue d'un procès devant le tribunal maritime commercial.